# 神立尚紀
神立 尚紀（こうだち なおき、1963年 - ）は、日本のカメラマン・ノンフィクションライター。

## 経歴
1986年より講談社『フライデー』専属カメラマンを務め、主に事件・政治・経済・スポーツ等の取材報道に従事した。
1995年、元零戦搭乗員の取材を開始する。
1997年、フリーとなり、その後は主に人物ドキュメンタリーや戦史取材に力を注ぐ一方、カメラ・写真雑誌でも記事や写真を発表している。日本写真家協会会員、東京工芸大学非常勤講師。NPO法人「零戦の会」会長。

### 年譜
- 大阪府八尾市に生まれる。1982年3月 - 大阪府立八尾高等学校卒業。
- 1985年8月 - 大学4年在学中に写真家として『フライデー』『るるぶ』『主婦の友』『月刊カドカワ』等の雑誌で活動を始めた。三木淳、木村恵一、和田光弘に師事。
- 1986年3月 - 日本大学芸術学部写真学科卒業。金丸重嶺賞受賞。講談社『フライデー』専属カメラマンとなる。1997年まで同誌専属として、主に事件報道・政治・経済・スポーツ等の取材報道に従事。
- 1990年 - 2000年 - 日本雑誌協会代表取材カメラマンを務めた。
- 1995年5月 - 戦後50年の特集取材を通じ、戦争体験者（主に実戦を経験した旧海軍関係者）のインタビュー取材を開始。
- 1997年6月 - 『フライデー』専属を辞しフリーに。9月、初の著書『零戦の20世紀』をスコラより上梓。
- 2001年4月 - 日本写真家協会（JPS)入会、企画委員を務める。
- 2002年9月 - 戦時中、元零戦搭乗員として戦った人などで構成する戦友会「零戦搭乗員会」が解散し、継承団体として「零戦の会」が誕生。その提唱者として副会長となった。
- 2007年4月より東京工芸大学芸術学部写真学科で「フォトジャーナリズムII」の講義を担当。
- 2009年8月 - 「零戦の会」が特定非営利活動法人（NPO法人）になったことを受け、NPO法人「零戦の会」理事兼副会長となる。
- 2011年6月 - NPO法人「零戦の会」第二代会長となる。

## 著書など
- 『零戦の20世紀 - 海軍戦闘機隊搭乗員たちの航跡 (スコラスペシャル - ミリタリーシリーズ (40))』スコラ、1997年 ISBN 978-4796295390
- 『零戦 最後の証言 - 海軍戦闘機と共に生きた男たちの肖像』光人社、1999年 ISBN 978-4769809388。のち文庫
- 『零戦最後の証言II - 大空に戦ったゼロファイターたちの風貌』光人社、2000年 ISBN 978-4769809654。のち文庫
- 『戦士の肖像』文春ネスコ、2004年 ISBN 978-4890362066。のち文春文庫
- 『零戦隊長 - 二〇四空飛行隊長宮野善治郎の生涯』光人社、2006年、新版2011年 ISBN 978-4769815068
  - 『零戦隊長 宮野善治郎の生涯』光人社NF文庫、2016年3月
- 『祖父たちの零戦』講談社、2010年 ISBN 978-4062163026。のち講談社文庫
- 『特攻の真意 - 大西瀧治郎 和平へのメッセージ』文藝春秋、2011年。のち文春文庫
  - 『特攻の真意　大西瀧治郎はなぜ「特攻」を命じたのか』光人社NF文庫、2020年8月 ISBN 978-4769831785
- 『ゼロファイター列伝　零戦搭乗員たちの戦中、戦後』講談社、2015年7月
- 『証言 零戦生存率二割の戦場を生き抜いた男たち』講談社＋α文庫、2016年11月
- 『証言 零戦大空で戦った最後のサムライたち』講談社＋α文庫、2017年7月
- 『証言 零戦真珠湾攻撃、激戦地ラバウル、そして特攻の真実』講談社＋α文庫、2017年11月
- 『証言 零戦搭乗員がくぐり抜けた地獄の戦場と激動の戦後』講談社＋α文庫、2018年7月
- 『零戦隊、発進！　「無敵零戦」神話の始まり』潮書房光人新社、2019年1月
- 『太平洋戦争秘史戦士たちの遺言』講談社ビーシー、2021年4月
- 『太平洋戦争　運命の瞬間』潮書房光人新社、2022年3月 ISBN 978-4769816898

写真展・関連著書（以下の他に多数）
- 『撮るライカ - アンチライカマニアのライカ讃歌』光人社、2003年 ISBN 978-4769811657
- 『撮るライカII - ハードボイルド・ライカエッセイ』光人社、2005年 ISBN 978-4769812685

2007年に「神立尚紀報道写真展」を川越市と京都市で開催。
他に編書、雑誌などへの寄稿などもある。
- 大島隆之と『零戦　搭乗員たちが見つめた太平洋戦争』講談社、2013年12月。のち講談社文庫